# 선세기몽첩
선세기몽첩(先世記夢帖)은 대전광역시 유성구에 있는 조선시대 선비들의 꿈에 대한 시를 모아 장첩한 친필 자료이다. 2012년 6월 22일 대전광역시의 유형문화재 제50호로 지정되었다.

## 개요
조선시대 선비들의 꿈에 대한 시를 모아 장첩한 친필 자료로, 문화사적 의미가 크며, 인물사 연구는 물론 한시 연구에도 활용될 수 있는 귀중한 자료이다. 또한 우리지역의 대표적인 사족인 은진 송씨 및 그 가문과 교류하였던 인물들의 시로, 그 의미가 더욱 크다.

## 참고 문헌
- 선세기몽첩 - 국가유산청 국가유산포털